# Preăh Sihanŭk
Preăh Sihanŭk (khm. ក្រុងព្រះសីហនុ, hist. Kâmpóng Saôm, wśród obcokrajowców najczęściej znane jako Sihanoukville) – miasto w południowej Kambodży, nad Zatoką Tajlandzką, stanowi miasto wydzielone; według danych szacunkowych na rok 2025 liczy 843 931 mieszkańców - trzecie co do wielkości miasto kraju. 
Miasto ma szereg plaż wzdłuż swojego wybrzeża oraz nadmorskie tereny bagienne graniczące z Parkiem Narodowym Ream na wschodzie. Posiada jedną żeglowną rzekę, otoczoną mangrowcami Ou Trojak Jet, która biegnie od Pagody Otres do morza. W pobliżu miasta znajdują się kilka słabo zaludnionych wysp pod administracją Sihanoukville.
Miasto zostało nazwane na cześć byłego króla Norodoma Sihanouka. Rozwijało się równolegle z budową Autonomicznego Portu Sihanoukville, która rozpoczęła się w 1956 roku, jako brama kraju do bezpośredniego i nieograniczonego międzynarodowego handlu morskiego. Jedyny port głębokowodny w Kambodży, obejmuje terminal naftowy oraz kontenerowy. Miasto rozwinęło się w główny ośrodek turystyki nadmorskiej w kraju, w tym jako miejsce hazardu, przede wszystkim za sprawą budowy kasyn przez chińskich inwestorów.